# Gaye
Gaye ist eine französische Gemeinde mit 581 Einwohnern (Stand 1. Januar 2022) im Département Marne in der Region Grand Est (vor 2016 Champagne-Ardenne). Sie gehört zum Arrondissement Épernay und zum Kanton Sézanne-Brie et Champagne. 

## Geographie
Gaye liegt etwa sechzig Kilometer südsüdwestlich von Reims.
Umgeben wird Gaye von den Nachbargemeinden Linthelles im Norden, Pleurs im Nordosten, Marigny im Osten, La Chapelle-Lasson im Süden, Queudes im Südosten, Chichey im Westen und Saint-Remy-sous-Broyes im Nordwesten.

## Bevölkerungsentwicklung
| Jahr                       | 1962 | 1968 | 1975 | 1982 | 1990 | 1999 | 2006 | 2011 | 2018 |
| -------------------------- | ---- | ---- | ---- | ---- | ---- | ---- | ---- | ---- | ---- |
| Einwohner                  | 513  | 506  | 534  | 556  | 549  | 560  | 556  | 572  | 586  |
| Quellen: Cassini und INSEE |      |      |      |      |      |      |      |      |      |

## Sehenswürdigkeiten

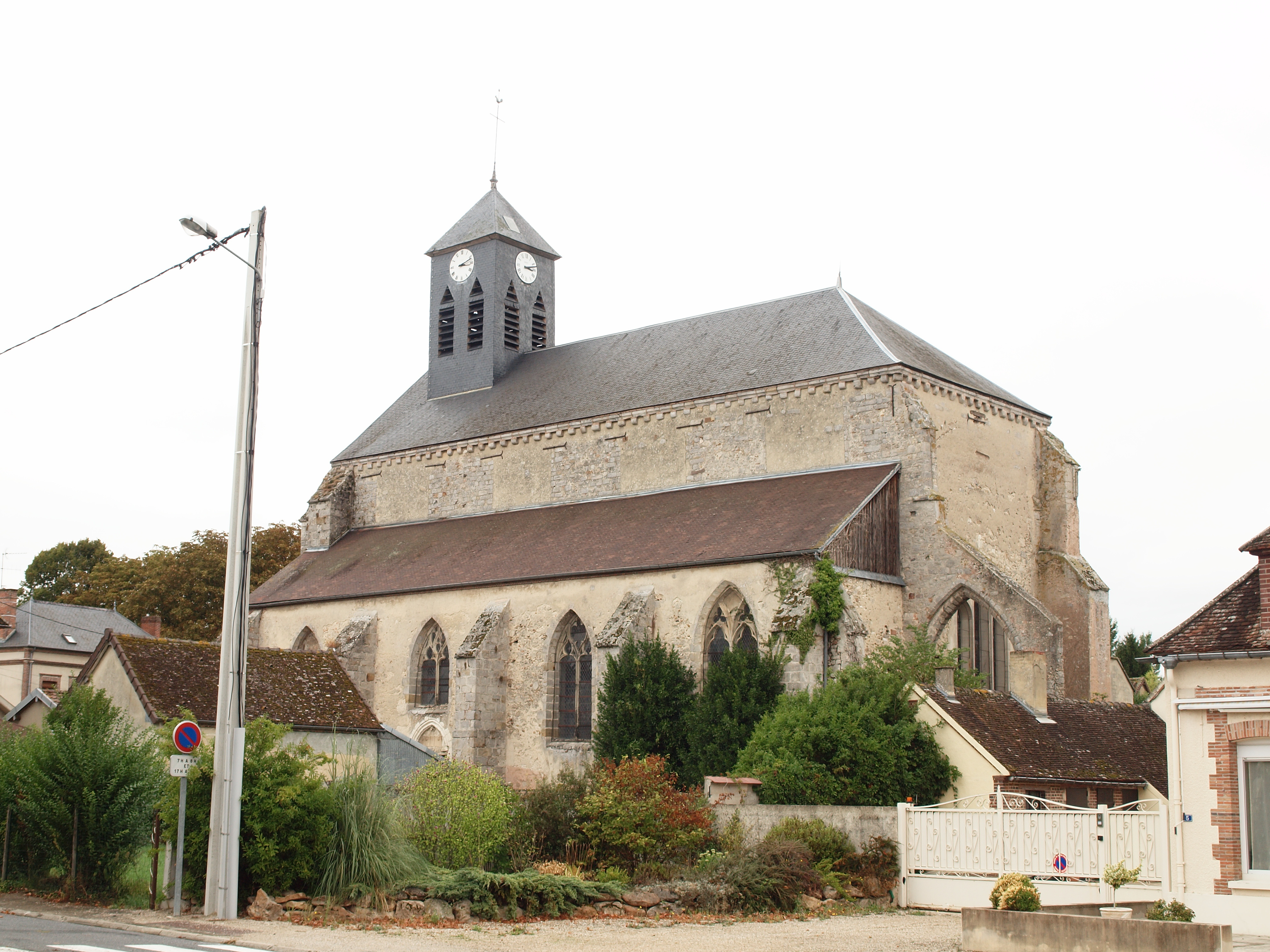
Kirche St-Denis

- Kirche St-Denis des Benediktinerpriorats von Gaye aus dem 13. Jahrhundert